# Froideville, Jura
Froideville är en kommun i departementet Jura i regionen Bourgogne-Franche-Comté i östra Frankrike. Kommunen ligger i kantonen Chaumergy som tillhör arrondissementet Lons-le-Saunier. År 2018 hade Froideville 63 invånare.

## Befolkningsutveckling
Antalet invånare i kommunen Froideville
Referens:INSEE